# 蒙泰莱热
蒙泰莱热（法語：Montéléger，法語發音：[mɔ̃teleʒe]）是法国德龙省的一个市镇，属于瓦朗斯区。

## 地理
蒙泰莱热（44°51'12"N, 4°56'0"E）面积9.45 平方千米，位于法国奥弗涅-罗讷-阿尔卑斯大区德龙省，该省份为法国东南部内陆省份，北起顺时针与伊泽尔省、上阿尔卑斯省、上普罗旺斯阿尔卑斯省、沃克吕兹省和阿尔代什省接壤。
与蒙泰莱热接壤的市镇（或旧市镇、城区）包括：博蒙莱瓦朗斯、博瓦隆、罗讷河畔埃图瓦勒、蒙梅朗、波特莱瓦朗斯、瓦朗斯。

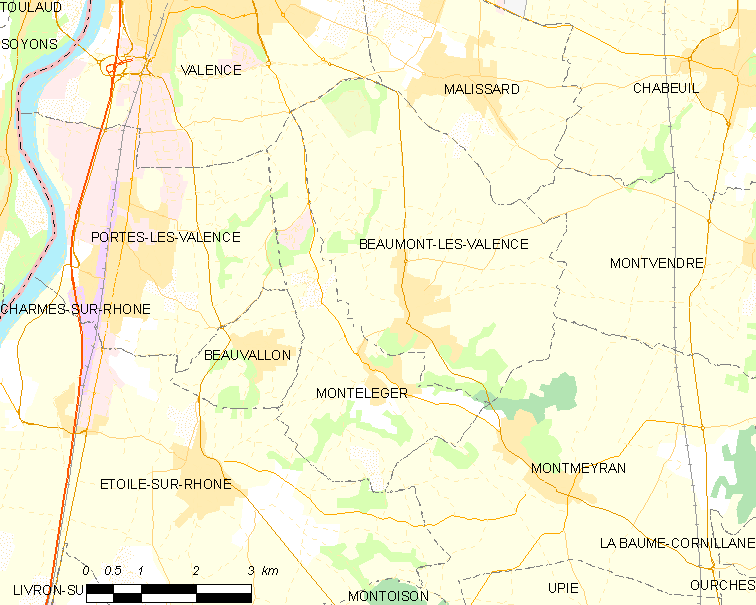
蒙泰莱热的OSM定位图

蒙泰莱热的时区为UTC+01:00、UTC+02:00（夏令时）。

## 行政
蒙泰莱热的邮政编码为26760，INSEE市镇编码为26196。

## 政治
蒙泰莱热所属的省级选区为瓦朗斯第三县。

## 人口

1962-2008年间蒙泰莱热人口变化图示

蒙泰莱热于2022年1月1日时的人口数量为1670人。